# Martin Compston
Martin Compston (8 de mayo de 1984) es un actor y exfutbolista escocés. Es conocido por su papel protagónico de Steve Arnott en Line of Duty. Sus otros papeles notables son el Liam en Felices dieciséis, Paul Ferris en The Wee Man, y Ewan Brodie en Monarch of the Glen.

## Primeros años y carrera en el fútbol
Compston nació como el pequeño de dos hermanos. Junto a su hermano mayor fue criado en Greenock, Inverclyde, y asistió al St Columba's High School en Gourock.
Como futbolista, fue un jugador juvenil para el Aberdeen, y después de dejar el colegio firmó por el Greenock Morton. Compston hizo dos apariciones en Scottish League Two. En ambos partidos Morton perdió 4–0 ante el Alloa Athletic Football Club y el Queen of the South.
Después de dejar Morton, jugó brevemente en el fútbol juvenil para Greenock Juniors.

## Vida personal
El 19 de junio de 2016 Compston se casó con Tianna Chanel Flynn. Compston es aficionado del equipo de Glasgow, Celtic.

## Actuación
No habiendo actuado con anterioridad, Compston audicionó con éxito para un papel en la película Felices dieciséis, que estaba siendo grabada en la ciudad en la que vivía. El éxito de esta en el Cannes Film Festival le dio un estatus de celebridad instantánea en Escocia. Tanto él como su coestrella, William Ruane, fueron nominados "Novato más prometedor" en los British Independent Film Awards, con Compston ganando en la categoría.
La carrera filmatográfica que lo siguió fue baja, teniendo un papel regular en Monarch of the Glen. Luego apareció en A Guide to Recognizing Your Saints junto a Robert Downey Jr.; en Red Road junto a Kate Dickie y Tony Curran; y True North junto a Peter Mullan y Gary Lewis, por lo que fue nominado a Mejor Actor en los British Independent Film Awards.
Compston protagonizó la película de 2010, Soulboy, junto a Craig Parkinson, en el papel de Joe McCain. También apareció en la película de terror The 4th Reich como Private Newman, e hizo un cameo en la serie "Night is Day".
Compston apareció en los videoclips de la banda The View, "Grace" y "How Long".
En 2012 Compston hizo el papel protagónico del detective Steve Arnott, en Line of Duty, junto a Craig Parkinson.
En 2012 Compston protagonizó el thriller violento Piggy. Volviendo a sus orígenes escoceses, protagonizó The Wee Man, dirigido Ray Burdis, una película sobre el gánster de Glasgow, Paul Ferris. Fue lanzado en enero de 2013.
En abril de 2013 Compston protagonizó The Ice Cream Girls.
Compston hizo de Roy James en The Great Train Robbery.
En 2014, 2016 y 2017 Compston repitió el papel del detective Steve Arnott en la segunda, tercera y cuarta temporadas de Line of Duty.
En 2016 protagonizó In Plain Sight como el asesino en serie, Peter Manuel.

## Filmografía
| Año  | Película                           | Papel                            | Notas                                            |
| ---- | ---------------------------------- | -------------------------------- | ------------------------------------------------ |
| 2002 | Felices dieciséis                  | Liam                             |                                                  |
| 2003 | Monarch of the Glen                | Ewan Brodie                      | 20 episodios entre 2003 y 2005                   |
| 2003 | The Royal                          | Jeffrey Carpenter                | Un episodio: "Snakes and Ladders"                |
| 2004 | Niceland (Population. 1.000.002)   | Jed                              |                                                  |
| 2004 | Casualty                           | Matty Howell                     | Un episodio, "Lock Down"                         |
| 2005 | Tickets                            | Jamesy                           |                                                  |
| 2005 | Wild Country                       | Lee                              |                                                  |
| 2006 | A Guide to Recognizing Your Saints | Mike O'Shea                      |                                                  |
| 2006 | Red Road                           | Stevie                           |                                                  |
| 2007 | True North                         | Seán                             |                                                  |
| 2007 | Night is Day                       | Gangster cabecilla               | Un episodio, "Sacrifices"                        |
| 2008 | Doomsday                           | Joshua                           |                                                  |
| 2008 | Red Mist                           | Sean                             | También conocida como "Freakdog"                 |
| 2009 | The Damned United                  | John O'Hare                      |                                                  |
| 2009 | La desaparición de Alice Creed     | Danny                            |                                                  |
| 2010 | Pimp                               | Zeb                              |                                                  |
| 2010 | Soulboy                            | Joe McCain                       |                                                  |
| 2011 | 7lives                             | Rory                             |                                                  |
| 2011 | Hit and Run                        | Daz                              |                                                  |
| 2011 | Ghosted                            | Paul                             |                                                  |
| 2011 | Four                               | Lover                            |                                                  |
| 2011 | How to Stop Being a Loser          | Adam                             |                                                  |
| 2012 | Strippers vs Werewolves            | Shaniqua                         |                                                  |
| 2012 | When the Lights Went Out           | Mr Price                         |                                                  |
| 2012 | Sister                             | Mike                             |                                                  |
| 2012 | Line of Duty                       | Detective Sergeant Steve Arnott  | Five episodes                                    |
| 2012 | Piggy                              | Joe                              |                                                  |
| 2013 | The Wee Man                        | Paul Ferris                      |                                                  |
| 2013 | Greenshaw's Folly                  | Alfred Pollock                   |                                                  |
| 2013 | The Ice Cream Girls                | Mr Halnsley                      |                                                  |
| 2013 | Filth                              | Gorman                           |                                                  |
| 2013 | The Great Train Robbery            | Roy James                        |                                                  |
| 2014 | Silent Witness                     | Jason Ross                       |                                                  |
| 2014 | Line of Duty                       | Detective Sergeant Steve Arnott  | Seis episodios                                   |
| 2015 | Scottish Mussel                    | Richie                           |                                                  |
| 2016 | Crimen en el paraíso               | Dexter Allen                     | Episodio 5.6                                     |
| 2016 | Line of Duty                       | Detective Inspector Steve Arnott | Seis episodios                                   |
| 2016 | In Plain Sight                     | Peter Manuel                     | Tres episodios                                   |
| 2017 | Line of Duty                       | Detective Sergeant Steve Arnott  | Six Episodes                                     |
| 2017 | The Hunter's Prayer                | Metzger                          |                                                  |
| 2017 | Victoria                           | Robert Traill                    | Temporada 2, episodio 6, "Faith, Hope & Charity" |
| 2018 | Mary Queen of Scots                |                                  |                                                  |